# Emma Ríos
Emma Ríos é uma desenhista de histórias em quadrinhos americanas. Ao lado da colorista Jordie Bellaire, ilustra a série Pretty Deadly, escrita por Kelly Sue DeConnick e publicada pela Image Comics. Em 2014 foi indicada, por seu trabalho na revista, a duas categorias do Eisner Award: "Melhor Desenhista" e "Melhor Capista".